# Scatoglyphidae
Scatoglyphidae zijn  een familie van mijten. Bij de familie is één geslachten met één soort ingedeeld.